# القحفة (مذيخرة)

تعديل مصدري - تعديل

القحفة محلة تابعة لقرية براح، التابعة لعزلة الاشعوب بمديرية مذيخرة إحدى مديريات محافظة إب في الجمهورية اليمنية، بلغ تعداد سكانها 92 حسب تعداد اليمن لعام 2004.